# 다마시마촌 (오카야마현)
다마시마촌(玉島村)은 일본 오카야마현 아사쿠치군에 설치되었던 촌이다. 현재의 구라시키시의 일부에 해당한다.

## 개요
예전에는 빗추국 아사쿠치군 다이사고(間人鄕)라 불렸으며, 오도섬·가시와섬이 있을뿐 일대는 원천한 바다였다. 이후 다카하시강이 유출되는 토사의 충적 작용과 자연의 융기 작용으로 인해 일대는 옥야로 변해 가고 있었다
에도시대 초기까지는 오토시마촌·가시와시마촌의 2촌뿐이었으나, 간에이 19년에 이 지역을 영지한 빗추 마쓰야마 번의 번주 미즈타니 가쓰타카에 의해 신전이 개발되었다. 
메이지 시대에는 군청, 경찰서, 재판소, 전신국 등이 설치되어 아사쿠치군의 중심지가 되었다

## 역사
- 1889년 6월 1일 - 정촌제 시행에 수반해 다마시마촌이 성립하였다.
- 1897년 5월 26일 - 아가사키촌과 합병해 다마시마정(초대)이 성립하여, 동일 다마시마촌은 폐지되었다.
- 1902년 9월 30일 - 다마시마정 (초대), 오토시마촌, 가시와자키촌과 합병해 새롭게 다마시마정이 성립하였다.